# Conseil municipal de Manchester
Hôtel de ville, Manchester
Le conseil municipal de Manchester (en anglais : Manchester City Council) est l'assemblée délibérante de Manchester, ville et district métropolitain du Grand Manchester, en Angleterre. Il siège à l'hôtel de ville.

## Composition
Il comprend 96 conseillers, trois pour chacune des 32 circonscriptions, élus pour quatre ans et renouvelés par tiers. À l'heure actuelle, le conseil est dirigé par le Parti travailliste qui détient 92 sièges.

## Histoire
Le conseil est créé en 1838 lors de l'instauration de la municipalité de Manchester. En 1974, il devient le conseil du district métropolitain. Depuis cette date, il est contrôlé par le Parti travailliste qui détient la quasi-totalité des sièges.

## Dirigeants
Le chef du conseil (Leader of Council) est le chef du groupe politique majoritaire au conseil. Bev Craig exerce cette fonction depuis décembre 2021.
Un lord-maire est élu chaque année parmi les conseillers mais il ne remplit qu'un rôle cérémoniel.

## Personnalités liées au conseil municipal
- Margaret Ashton (1856-1937) première femme élue au conseil en 1908 ;
- Bev Craig (1985-), leader du conseil depuis 2021.
- Graham Stringer (1950-), leader du conseil de 1984 à 1996.